# ۹۵۷ (قمری)
۹۵۷ (قمری)، نهصد و پنجاه و هفتمین سال در گاهشماری هجری قمری است. اول محرم این سال برابر با سی‌ام ژانویه سال ۱۵۵۰ میلادی است.

## وابسته
- مرینیان